# 北普法尔茨山地

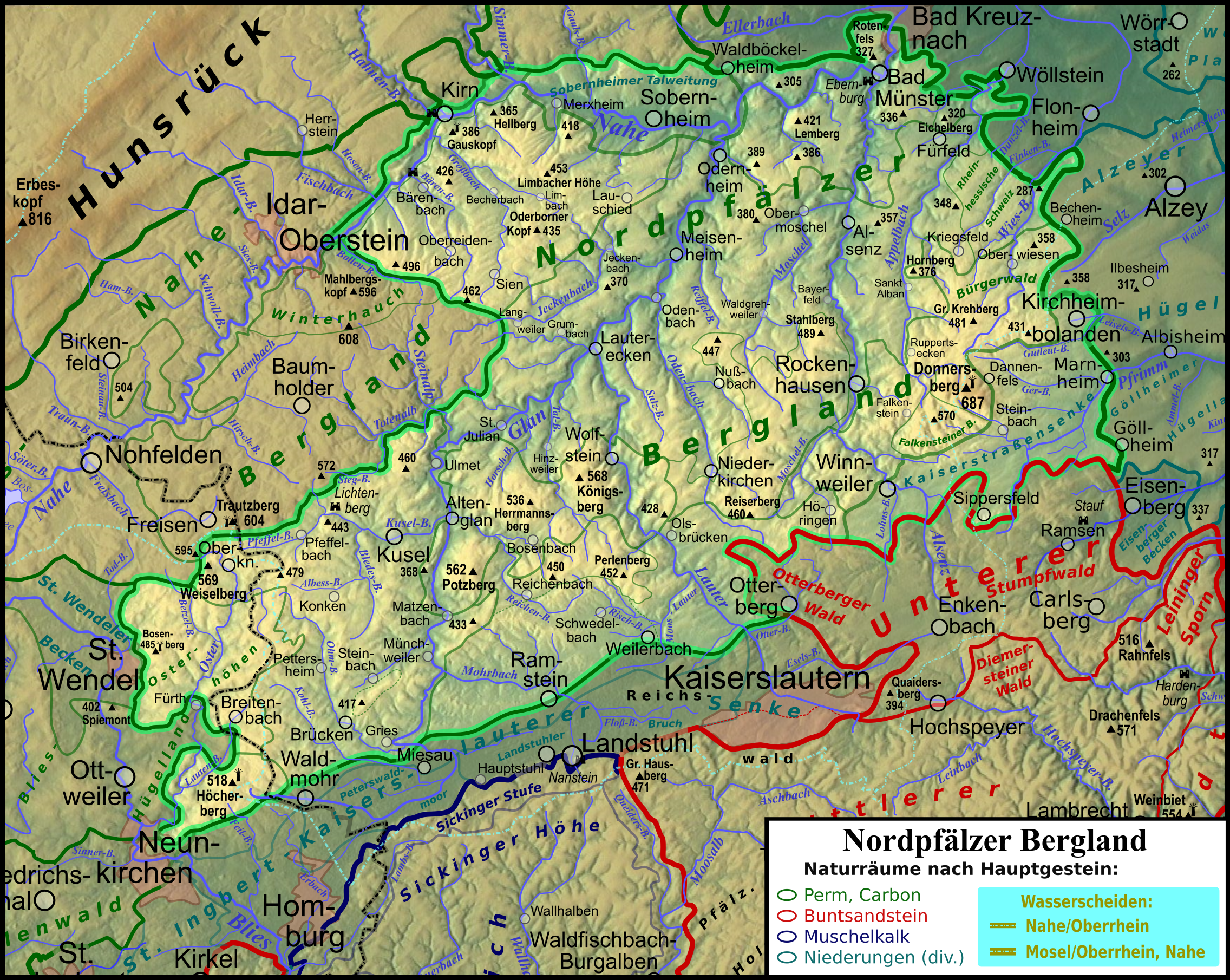
北普法尔茨山地的自然区域

北普法尔茨山地（德語：Nordpfälzer Bergland），有时简称普法尔茨山地（Pfälzer Bergland），是德国莱茵兰-普法尔茨州与萨尔兰州南部的一个低矮山脉，主要属于普法尔茨地区。北普法尔茨山地是萨尔-纳厄山地（Saar-Nahe-Bergland）的一部分。 